# چوگان با دوچرخه

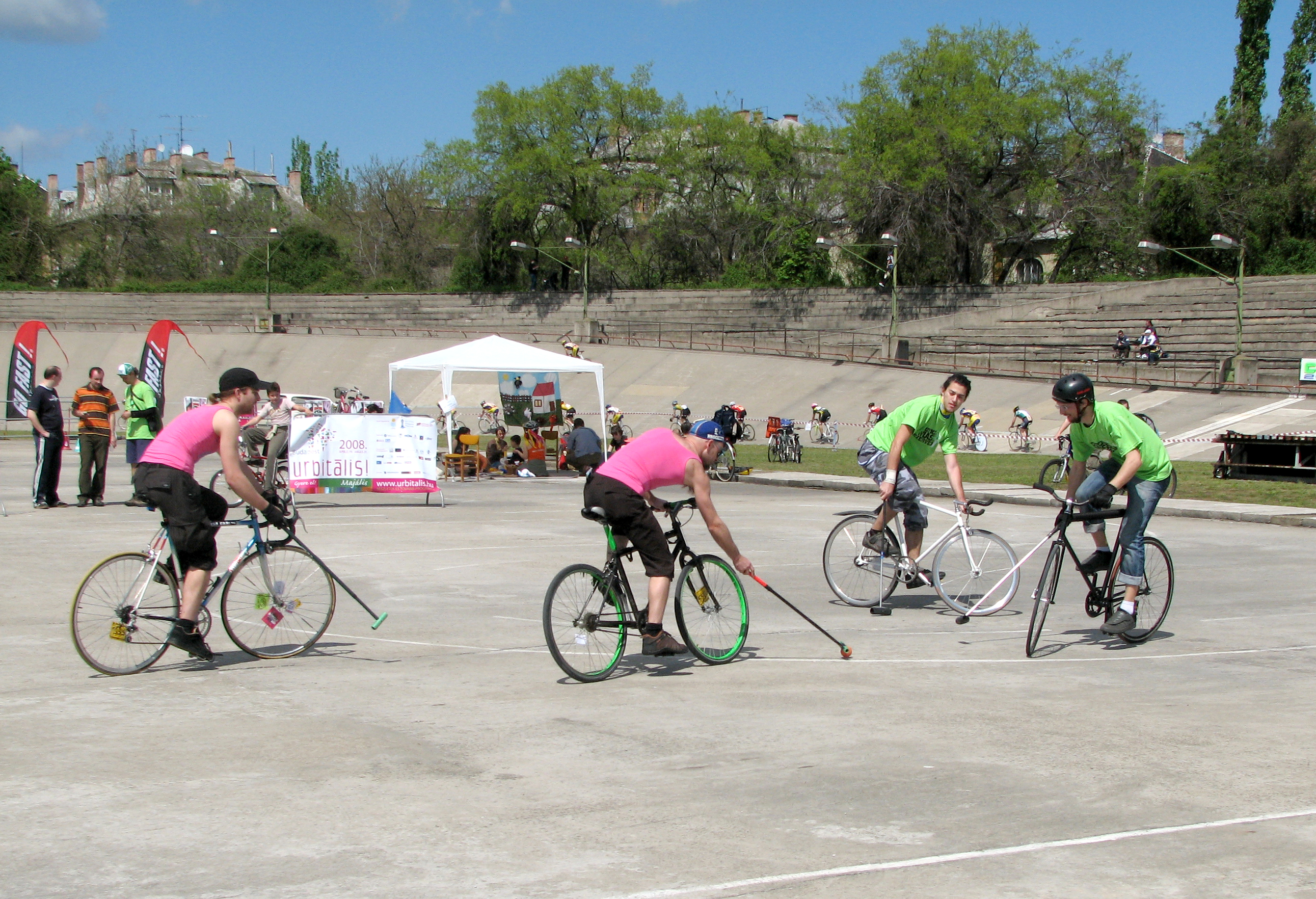
یک بازی چوگان با دوچرخه.

چوگان با دوچرخه (به انگلیسی: Cycle polo) یک ورزش تیمی شبیه به چوگان سنتی است با این تفاوت که بازیکنان به جای سوار شدن بر اسب، بر دوچرخه سوار می‌شوند. گونه چمنی و زمین سخت، از انواع این ورزش حساب می‌شوند. این ورزش در کشورهای ایالات متحده آمریکا، ایرلند، سوئیس، فرانسه، هند، آلمان، پاکستان، مالزی، سریلانکا، اندونزی، مجارستان، استرالیا، نیوزیلند، سوئد، انگلستان، اسکاتلند، آرژانتین، ایتالیا، اسپانیا، کانادا را به خود اختصاص شود ، لهستان، کرواسی، اسلوونی، نپال، برزیل و کوبا برگزار و همچنین طرفدارانی نیز دارد. 

## مسابقات قهرمانی بین‌المللی
تاکنون مسابقات قهرمانی این ورزش ۸ بار برگزار شده‌است که به ترتیب ۴ بار هند، ۳ بار کانادا و ۱ بار ایالات متحده آمریکا قهرمان شده‌است.

## جستارهای وابسه
- چوگان